# 君の胸にLaLaLa
「君の胸にLaLaLa」（きみのむねにラララ）はMADOKA.の曲。
テレビアニメ『ポケットモンスター ダイヤモンド&パール』のエンディングテーマとして使用され、2010年7月28日から配信限定としてリリースされた。2012年7月18日発売のCD「やじるしになって!」（ポケットモンスター ベストウイッシュ2）のボーナストラックとして初収録された。

## データ
- 歌：MADOKA.[2]
- 作詞：渡辺なつみ[2]
- 作曲：綾部薫[2]
- 編曲：三浦一年[2]
- コーラスアレンジ：高橋哲也[2]

## カラオケ
- 2013年10月15日よりLIVEDAMで配信中

## 収録シングル・アルバム
| 収録シングル・アルバム                                    | 発売日         | 規格品番      |
| --------------------------------------------------------- | -------------- | ------------- |
| 「やじるしになって!」                                     | 2012年7月18日  | ZMCP-6093     |
| 『ポケモンTVアニメ主題歌 BEST OF BEST 1997-2012』         | 2012年12月21日 | ZMCP-6139     |
| 『ポケモンTVアニメ主題歌 BEST OF BEST OF BEST 1997-2023』 | 2023年2月1日   | SRCL-12400〜7 |